# Байназарово
Байназа́рово (рос. Байназарово, башк. Байназар) — присілок у складі Бурзянського району Башкортостану, Росія. Адміністративний центр Байназаровської сільської ради.
Населення — 1313 осіб (2010; 1361 в 2002).
Національний склад:
- башкири — 99%